# Balanopteryx locuples
Balanopteryx locuples là một loài côn trùng trong họ Ascalaphidae thuộc bộ Neuroptera. Loài này được Karsch miêu tả năm 1889.